# Мискиммин, Брент
Брент Мискиммин (англ. Brent Graydon Miskimmin, род. 11 сентября 1956) — новозеландский хоккеист (хоккей на траве), полевой игрок. Участник летних Олимпийских игр 1984 года.

## Биография
Брент Мискиммин родился 11 сентября 1958 года в новозеландском городе Крайстчёрч.
В 1984 году вошёл в состав сборной Новой Зеландии по хоккею на траве на летних Олимпийских играх в Лос-Анджелесе, занявшей 7-е место. Играл в поле, провёл 5 матчей.

## Семья
Младший брат — Питер Энтони Мискимминн (род. 1958), также — игрок в хоккей на траве, участник летних Олимпийских игр 1984 и 1992 годов.